# Mà major
La mà major era un dels estaments socials i de poder a la Corona d'Aragó (1162-1715).
El tercer estament important de la societat, políticament parlant, després de la noblesa i de l'església, era el patriciat, l'aristocràcia dels diners. Va tendir a equiparar-se amb la petita noblesa, va institucionalitzar els municipis, i va aprofitar la seva posició privilegiada per assegurar-se el control dels governs municipals des del començament, malgrat que era un grup minoritari.
El patriciat dominava també la representació a les Corts dels homes de les viles i les ciutats, l'anomenat braç reial, que tenia tres estrats:
- La mà major: patricis, dits pròpiament ciutadans.
- La mà mitjana: mercaders i gent de professions de categoria (juristes, notaris, cirurgians).
- La mà menor: els menestrals.

## La mà major, els ciutadans
Encara que originàriament es van enriquir amb el comerç, la indústria, o l'administració reial, els ciutadans de l'època de la plenitud de la Corona tenien en comú amb l'aristocràcia militar la condició de senyors, titulars de terres o jurisdiccions. A la segona meitat del segle xiv els ciutadans tenien uns 4.000 focs.
Es diferenciaven de la noblesa, però, en el fet que tenien diners, diners que invertien en activitats mercantils, en l'adquisició de finques i mitjans de producció (molins, obradors) i de transport (naus) que arrendaven, així com de préstecs amb interès i de títols del deute públic municipal (censals).